# San José Cuaro
San José Cuaro är en ort i Mexiko.   Den ligger i kommunen Huandacareo och delstaten Michoacán de Ocampo, i den centrala delen av landet, 230 km väster om huvudstaden Mexico City. San José Cuaro ligger 1 861 meter över havet och antalet invånare är 1 463.
Terrängen runt San José Cuaro är kuperad norrut, men söderut är den platt. Runt San José Cuaro är det ganska tätbefolkat, med 166 invånare per kvadratkilometer. Närmaste större samhälle är Uriangato, 18,4 km norr om San José Cuaro. Trakten runt San José Cuaro består till största delen av jordbruksmark.